# 锡金石杉
锡金石杉（学名：Huperzia herteriana），为石杉科石杉属下的一个植物种。